# Masatoši Šinomaki
Masatoši Šinomaki (* 6. října 1946 Šimonoseki, Japonsko) je bývalý japonský zápasník–judista.

## Sportovní kariéra
Studoval na Meidžijské univerzitě v Tokiu. Po skončení vysokoškolských studií byl zaměstnancem Japonské ocelářské společnosti. Byl několikrát na návštěvě v bývalém Československu jako sportovec i jako školitel. V japonské seniorské reprezentaci se pohyboval od svých devatenácti let. Svými rozměry nad 180 cm a váhou okolo 120 kg měl všechny předpoklady čelit evropským těžkým vahám. Jeho judo charakterizovaly strhy makikomi. Jeho slabinou byla náchylnost k různým zraněním, trpěla především jeho kolena.
V roce 1972 startoval jako úřadující mistr světa a hlavní favorit na olympijských hrách v Mnichově, ale takticky nezvládl čtvrtfinálový zápas proti domácímu Němci Klausi Glahnovi, pro kterého při haitei zvedli rozhodčí praporky. V roce 1973 si v průběhu prvního kola mistrovství světa v Lausanne natáhl zadní stehenní sval a odstoupil. Sportovní kariéru ukončil v roce 1976.

## Výsledky

### Váhové kategorie
| Turnaj               | 1966       | 1967       | 1968       | 1969       | 1970       | 1971       | 1972       | 1973       | 1974       | 1975       |
| Turnaj               | 20         | 21         | 22         | 23         | 24         | 25         | 26         | 27         | 28         | 29         |
| Turnaj               | těžká váha | těžká váha | těžká váha | těžká váha | těžká váha | těžká váha | těžká váha | těžká váha | těžká váha | těžká váha |
| -------------------- | ---------- | ---------- | ---------- | ---------- | ---------- | ---------- | ---------- | ---------- | ---------- | ---------- |
| Olympijské hry       |            |            |            |            |            |            | —          |            |            |            |
| Mistrovství světa    |            | —          |            | —          |            | —          |            | úč.        |            | —          |
| Univerziáda          |            | —          |            |            |            |            |            |            |            |            |
| Akademické MS        | 1.         |            | —          |            | —          |            | —          |            | —          |            |
| Mistrovství Japonska | ?          |            | 3.         | 1.         | ?          | ?          | ?          |            | ?          | ?          |

### Bez rozdílu vah
| Turnaj               | 1966 | 1967 | 1968 | 1969 | 1970 | 1971 | 1972 | 1973 | 1974 | 1975 |
| Turnaj               | 20   | 21   | 22   | 23   | 24   | 25   | 26   | 27   | 28   | 29   |
| -------------------- | ---- | ---- | ---- | ---- | ---- | ---- | ---- | ---- | ---- | ---- |
| Olympijské hry       |      |      |      |      |      |      | úč.  |      |      |      |
| Mistrovství světa    |      | 3.   |      | 1.   |      | 1.   |      | —    |      | —    |
| Univerziáda          |      | 1.   |      |      |      |      |      |      |      |      |
| Akademické MS        | 1.   |      | —    |      | —    |      | —    |      | —    |      |
| Mistrovství Japonska | ?    | ?    | ?    | úč.  | 1.   | úč.  | úč.  | úč.  | úč.  | 3.   |